# Эмоциональное истощение
Эмоциональное истощение — хроническое состояние эмоционального напряжения, возникающее в результате чрезмерной работы, завышенных требований к себе и / или постоянного стресса. Проявляется как в физической усталости, так и в чувстве психологического и эмоционального истощения.

## Выгорание
Большинство исследований эмоционального истощения основано на трёхкомпонентной модели выгорания Кристины Маслах и Сьюзен Э. Джексон. Эта модель предполагает, что выгорание состоит из трёх взаимосвязанных частей: эмоционального истощения, деперсонализации и снижения личных достижений. Уменьшение личных достижений относится к негативным последствиям низкой самооценки.
Кристина Маслах предложила два способа предотвращения выгорания. Первый способ предполагает оценку внешних обстоятельств. Для снижения вероятности выгорания может потребоваться изменение обстановки. Этот подход предполагает тщательный анализ ситуации. Ясное понимание своей текущей ситуации снижает вероятность выгорания.

## Определяющие факторы
Уровень эмоционального истощения, переживаемый на работе, зависит от многих факторов, таких как психическая устойчивость индивида, стратегии выживания, эмоциональная культура и способность к коррекции правил демонстрации .

### Психическая устойчивость
Личные ресурсы, такие как статус, социальная поддержка, деньги или жильё, могут уменьшить или предотвратить эмоциональное истощение сотрудника.
Согласно теории сохранения ресурсов (COR), люди стремятся получить, сохранить и защитить свои личные ресурсы: физические (например, деньги или жильё), социальные (например, социальную поддержку или статус) и психологические (например, самооценку или чувство независимости). Теория COR утверждает, что для предотвращения потерь ресурсов или их восстановления также требуются ресурсы. Поэтому те, у кого изначально больше ресурсов, менее подвержены потере ресурсов и более способны организовать прирост ресурсов, тогда как для тех, у кого меньше ресурсов, продолжающаяся потеря ресурсов может привести к быстрой спирали потерь.
Исследования показывают, что индивиды с высоким уровнем автономии (свобода проявлять инициативу и свободу действий при принятии решений), поддержкой более опытных людей и внутренним локусом контроля (склонность связывать события со своими, а не чужими действиями или случайными причинами), как правило, испытывают более низкую степень эмоционального истощения.
Другое исследование, основанное на выборке сотрудников колл-центра в крупной телекоммуникационной корпорации, показывает, что сотрудники, которых не раздражает необходимость обслуживать других, обладают более высоким уровнем самоэффективности (верой в свою способность добиться успеха) и реже испытывают эмоциональное истощение.
При исследовании студентов колледжа, выгорание чаще приосходило в ситуациях высокой учебной нагрузки и слабых систем поддержки, помогающих справиться со стрессом. Было установлено, что наличие механизмов поддержки (таких, как социальная поддержка) является важным фактором, уменьшающим негативные последствия стресса, который может привести к выгоранию.

### Гендерные факторы
Немецкий психолог Урсула Нубер отмечает особое распространенность эмоционального истощения среди женщин:
…женщины в реальной жизни зачастую долгое время не хотят признавать, насколько опасно их поведение для их же психического здоровья. Они не хотят признавать всю серьёзность своих проблем. Изо всех сил — порой из последних сил — они справляются с повседневными делами. Подавленность и нервное истощение они объясняют недосыпом, завалом на работе и нехваткой свободного времени. Они борются с бессонницей, мигренью, болью в спине и одиночеством с помощью то успокоительных и обезболивающих, то алкоголя и еды.

## Способы преодоления
Исследователи предполагают, что эмоциональное истощение может быть результатом использования неадекватных стратегий преодоления проблем на работе. Соответственно, есть эмпирические доказательства того, что сотрудники, которые склонны к активным действиям по разрешению ситуации, как правило, испытывают более низкий уровень эмоционального истощения, чем те, кто склонен использовать стратегии избегания проблем или примирения с проблемной ситуацией. Стратегии преодоления могут использоваться с проблемно-ориентированной перспективой (ранее называвшейся стратегиями контроля) или с точки зрения избегания / сосредоточения на эмоциях (ранее называемой стратегиями побега). Эмпирические исследования показали, что упражнения на самосознание как стратегия, ориентированная на проблему, и времяпрепровождение с семьёй как стратегия, ориентированная на позитивные эмоции, были наиболее успешными стратегиями преодоления трудностей.

### Эмоциональная культура
Было показано, что региональные и национальные культуры имеют разные нормы эмоционального выражения и различаются в своих ожиданиях по регулированию и выражению эмоций на рабочем месте. Такие различия являются частью эмоциональной культуры этих народов. Некоторые культуры более институционально ориентированы, с жёсткими нормами регулирования эмоций для выполнения институциональных ролей и стандартов, в то время как другие культуры более импульсивно ориентированы и ценят выражение нерегулируемых эмоций.
Примером культуры с сильной институциональной ориентацией на эмоции являются США из-за нормы позитивного поведения и сокрытия негативных чувств (норма «услуга с улыбкой»), тогда как Франция является примером страны с более импульсивной ориентацией на эмоции.
Люди в культурах, которые склонны использовать импульсивную ориентацию для понимания и оценки социальных ситуаций, скорее всего, будут чувствовать больший личный контроль, чем люди в культурах, ориентированных на институциональную ориентацию, что приводит к большей защите от напряжения и эмоционального истощения.

## Последствия
Исследователи связывают эмоциональное истощение с множеством недугов и общим упадком чувства общности. Однако все больше исследований демонстрируют, что эмоциональное истощение может иметь пагубные последствия и для организаций.
Например, Рассел Кропанзано и его коллеги обнаружили, что измученные сотрудники демонстрируют более низкую организационную приверженность, более низкую производительность труда, меньшее организационное гражданское поведение (OCB), направленное на организацию (OCBO) и их руководителей (OCBS), и более высокую текучесть кадров. Они предполагают, что эмоциональное истощение можно рассматривать как издержки, снижающие ценность любых выгод, полученных в результате занятости, и поэтому организация, которая перегружает своих сотрудников до эмоционального истощения, может считаться несправедливой.
Аналогичным образом, лонгитюдные исследования показали, что истощённые сотрудники демонстрируют не только более низкую производительность труда, но также большее количество прогулов и большую вероятность поиска другой работы.